# Cartofi pai
Cartofii pai sunt cartofi prăjiți tăiați adânc în modul batonnet sau allumette.
Cartofii prăjiți sunt serviți calzi, moi sau crocanți, și sunt în general consumați la prânz sau cină ori ca o gustare. Acest fel de mâncare apare frecvent în meniurile restaurantelor fast-food, pub-urilor și barurilor. Sunt de obicei sărați și, în funcție de regiune, pot fi serviți cu ketchup, oțet, maioneză, sos de roșii sau alte specialități locale. Pot fi preparați din cartofi dulci, folosind puțin ulei sau chiar deloc, la cuptor sau în tigaie.

## Origini
Istoricul alimentar belgian Pierre Leclercq a urmărit istoria prăjitului francez și afirmă că "este clar că acești cartofi pai sunt de origine franceză".
Cartofii pai sunt menționați pentru prima dată în 1775 într-o carte pariziană, iar prima rețetă pentru cartofii pai moderni este în cartea de bucate franceză La cuisinière républicaine în 1795. 
Ele au devenit un fel de mâncare parizian emblematic în secolul al 19-lea.
Frédéric Krieger, un muzician bavarez, a învățat să gătească cartofi pai la o friptură de pe rue Montmartre din Paris în 1842 și a dus rețeta în Belgia în 1844, unde își va crea afacerea Fritz și va vinde "la pomme de terre frite à l'instar de Paris" "cartofi pai în stil parisian". 
Stilul modern al cartofilor pai născuți la Paris în jurul anului 1855 este diferit de cartoful pai domestic care a existat în secolul al 18-lea.
În 1673, Francisco Núñez de Pineda a menționat că a mâncat "papas fritas" în 1629, dar nu se știe exact care au fost acestea. 
Este posibil ca acești cartofi pai să fi fost inventați în Spania, prima țară europeană în care cartoful a apărut din coloniile lumii noi.
Profesorul Paul Ilegems, curatorul Frietmuseum din Bruges, Belgia, crede că Sfânta Tereza de Ávila a Spaniei a gătit primii cartofi pai și se referă, de asemenea, la tradiția prăjirii în bucătăria mediteraneană ca dovadă.
Francezii și belgienii au o dispută în curs de desfășurare cu privire la locul în care au fost inventați cartofii pai.